# Alberto Ormaetxea
Alberto Ormaetxea Ibarlucea (Éibar, 7 de abril de 1939 - San Sebastián, 28 de octubre de 2005) fue un futbolista y entrenador español. Su carrera deportiva como jugador comenzó en la S. D. Eibar en 1958. En 1962 fue traspasado a la Real Sociedad y participó en el definitivo ascenso del equipo a primera en 1967, con el que jugó hasta el año 1974.
El 31 de agosto de 2006 recibió en Ipurúa un homenaje en su ciudad natal en un triangular entre la Real Sociedad, el Athletic Club y la S. D. Eibar.

## Trayectoria como entrenador
Tras retirarse como futbolista en 1974 fue entrenador del S.D Eibar durante una temporada, descendiendo al equipo a regional, bajo la dirección de José Luis Romarate. Volvió a la Real Sociedad Durante 4 temporadas fue ayudante de los sucesivos entrenadores que tuvo el primer equipo del club; empezó como ayudante de Rafael Iriondo (comienzo Ormaetxea la temporada 1974-75), luego de Andoni Elizondo (1974-76) y finalmente de José Antonio Irulegui (1976-78). Finalmente acabó haciéndose cargo del primer equipo en la temporada 1978-79, puesto que desempeñó durante 7 temporadas, hasta finalizar la campaña 1984-85. Durante ese periodo, el más fructífero de la historia del club, la Real Sociedad consiguió 2 títulos de Liga, un subcampeonato de Liga, una Supercopa y alcanzó las semifinales de Copa de Europa.
Posteriormente entrenó al Hércules de Alicante en la Segunda división española durante una campaña, la 1986-87.

## Estadísticas como entrenador de la Real Sociedad
- Partidos disputados 324
- Partidos ganados 157
- Partidos empatados 87
- Partidos perdidos 80
- Goles a Favor 451
- Goles en contra 280